# 52344 Yehudimenuhin
52344 Yehudimenuhin este o planetă minoră (asteroid), cu un diametru de 12,543 km, din centura de asteroizi. A fost descoperită pe 18 decembrie 1992 la Caussols de Eric Walter Elst. 
Obiectul prezintă o orbită caracterizată de o semiaxă mare de 3,1334649322624 UAi, o excentricitate de 0,08, o înclinație de 23,3 ° în raport cu ecliptica.